# Nati nel 1921/Agosto
| Questa pagina contiene informazioni ricavate automaticamente dalle voci biografiche con l'ausilio del template Bio e di un bot. L'aggiornamento è periodico e automatico e ricostruisce completamente la pagina. Se manca una persona in questa lista, sei pregato di non aggiungerla, ma accertati piuttosto che la sua voce biografica contenga il template Bio e che i dati anagrafici siano correttamente compilati. Se il template Bio manca, inseriscilo tu stesso o, in alternativa, metti l'avviso {{tmp\|Bio}} che ne segnala la mancanza. Se i dati riportati sono sbagliati, correggi direttamente la voce biografica; le modifiche saranno visibili in questa lista entro pochi giorni. Per chiarimenti vedi il progetto biografie. La lista contiene solo le 163 persone che sono citate nell'enciclopedia e per le quali è stato implementato correttamente il template Bio. Pagina aggiornata al 26 giu 2025. |

- 1º agosto - Per Gunnar Berlin, lottatore svedese († 2011)
- 1º agosto - George Büchi, chimico svizzero († 1998)
- 1º agosto - Lili Chookasian, contralto statunitense († 2012)
- 1º agosto - Galip Haktanır, calciatore e allenatore di calcio turco († 2023)
- 1º agosto - Jack Kramer, tennista statunitense († 2009)
- 1º agosto - Danilo Nannini, pasticciere, imprenditore e dirigente sportivo italiano († 2007)
- 2 agosto - Luisa Adorno, scrittrice italiana († 2021)
- 2 agosto - Ruth Barcan Marcus, filosofa e logica statunitense († 2012)
- 2 agosto - George Haines, cestista statunitense († 2018)
- 2 agosto - Joaquín Navarro Perona, calciatore spagnolo († 2002)
- 2 agosto - Fernando Rojas, cestista messicano († 2016)
- 2 agosto - Simone Valère, attrice francese († 2010)
- 3 agosto - Richard Adler, paroliere, compositore e autore televisivo statunitense († 2012)
- 3 agosto - Silvio Bonfante, partigiano italiano († 1944)
- 3 agosto - Frank De Felitta, scrittore e regista statunitense († 2016)
- 3 agosto - Pietro Ferreira, partigiano italiano († 1945)
- 4 agosto - Herb Ellis, chitarrista statunitense († 2010)
- 4 agosto - Erminio Favaro, calciatore italiano († 2003)
- 4 agosto - Maurice Richard, hockeista su ghiaccio canadese († 2000)
- 5 agosto - Jo Backaert, calciatore belga († 1997)
- 5 agosto - Terry Becker, attore, regista e produttore televisivo statunitense († 2014)
- 5 agosto - Mino Bordignon, direttore di coro italiano († 2009)
- 5 agosto - Faumuina Mulinu'u II, politico samoano († 1975)
- 6 agosto - Gianni Bongioanni, regista e sceneggiatore italiano († 2018)
- 6 agosto - Giancarlo Brugnolotti, partigiano italiano († 1945)
- 6 agosto - Buddy Collette, sassofonista, flautista e clarinettista statunitense († 2010)
- 6 agosto - Massimo Grillandi, scrittore, poeta e traduttore italiano († 1987)
- 6 agosto - Pasquale Aniel Jannini, francesista e traduttore italiano († 1988)
- 6 agosto - Giuseppe Pittano, linguista, giornalista e partigiano italiano († 1995)
- 6 agosto - Roberto Proietti, pugile italiano († 1988)
- 7 agosto - Jane Adams, attrice statunitense († 2014)
- 7 agosto - Karel Husa, compositore e direttore d'orchestra ceco († 2016)
- 7 agosto - Manitas de Plata, chitarrista francese († 2014)
- 7 agosto - Nando Martellini, giornalista italiano († 2004)
- 7 agosto - Maurice Tillieux, fumettista belga († 1978)
- 8 agosto - William Asher, regista, sceneggiatore e produttore cinematografico statunitense († 2012)
- 8 agosto - Matilde Cassin, partigiana e attivista italiana († 2006)
- 8 agosto - Carlo Manfredini, calciatore italiano
- 8 agosto - Nullo Minissi, filologo, slavista e linguista italiano († 2024)
- 8 agosto - David Pears, filosofo inglese († 2009)
- 8 agosto - Ermanno Pignatti, sollevatore italiano († 1995)
- 8 agosto - Esther Williams, nuotatrice e attrice statunitense († 2013)
- 8 agosto - Lê Quang Đạo, generale e politico vietnamita († 1999)
- 9 agosto - Lola Bobescu, violinista belga († 2003)
- 9 agosto - Renzo Cavallina, calciatore e allenatore di calcio italiano († 2002)
- 9 agosto - J. James Exon, politico statunitense († 2005)
- 9 agosto - Liliana Gerace, attrice italiana († 2010)
- 9 agosto - Veraldo Vespignani, politico italiano († 1996)
- 10 agosto - John Archer, velocista britannico († 1997)
- 10 agosto - Evasio Ferretti, aviatore e ufficiale italiano († 2003)
- 10 agosto - Ion Negoițescu, scrittore, poeta e saggista romeno († 1993)
- 10 agosto - Yuki Shimoda, attore statunitense († 1981)
- 11 agosto - Boris Alekseevič Buneev, regista cinematografico sovietico († 2015)
- 11 agosto - Giulio Cesare Castello, giornalista e critico cinematografico italiano († 2003)
- 11 agosto - Alex Haley, giornalista e scrittore statunitense († 1992)
- 11 agosto - Tom Kilburn, matematico e informatico britannico († 2001)
- 11 agosto - Manmohan Krishna, attore e regista indiano († 1990)
- 11 agosto - Egil Lærum, calciatore norvegese († 1954)
- 11 agosto - Carl Möhner, attore austriaco († 2005)
- 12 agosto - Ugo Carcassi, medico italiano († 2016)
- 12 agosto - Vasilīs Geōrgiadīs, regista e attore greco († 2000)
- 12 agosto - Matt Gillies, allenatore di calcio e calciatore scozzese († 1998)
- 12 agosto - Abel Paz, anarchico, militare e storico spagnolo († 2009)
- 12 agosto - Rita Saglietto, artista, pittrice e scultrice italiana († 1968)
- 12 agosto - Silvio Siano, regista e sceneggiatore italiano († 1990)
- 12 agosto - Mario Vellani, giurista italiano († 2021)
- 12 agosto - Federico Zeri, storico dell'arte e critico d'arte italiano († 1998)
- 13 agosto - Louis Frémaux, direttore d'orchestra francese († 2017)
- 13 agosto - Giorgio Petrocchi, critico letterario italiano († 1989)
- 14 agosto - Giuliano Agresti, arcivescovo cattolico italiano († 1990)
- 14 agosto - Maria Teresa Albani, attrice italiana († 1989)
- 14 agosto - Julia Hartwig, poetessa polacca († 2017)
- 14 agosto - Marcel Leclerc, dirigente sportivo e editore francese († 1983)
- 14 agosto - Gino Mangini, sceneggiatore e regista italiano († 1991)
- 14 agosto - Giorgio Strehler, regista teatrale e direttore artistico italiano († 1997)
- 15 agosto - Vittorio Caprioli, attore, regista e sceneggiatore italiano († 1989)
- 15 agosto - Francesco Fabbri, politico italiano († 1977)
- 15 agosto - Julio Lafuente, architetto spagnolo († 2013)
- 15 agosto - Antonín Rýgr, allenatore di calcio e calciatore cecoslovacco († 1998)
- 15 agosto - Ed Stanczak, cestista statunitense († 2004)
- 15 agosto - Cesare Terranova, politico e magistrato italiano († 1979)
- 16 agosto - Tommaso Avezzano Comes, politico italiano († 1994)
- 16 agosto - Raimondo Luraghi, storico e partigiano italiano († 2012)
- 16 agosto - Matt Mattox, ballerino e coreografo statunitense († 2013)
- 16 agosto - Valentin Nikolaev, allenatore di calcio e calciatore sovietico († 2009)
- 16 agosto - Vladimir Pavlovič Orlov, politico sovietico († 1999)
- 16 agosto - Peter Reynolds, attore britannico († 1975)
- 16 agosto - Max Thurian, monaco cristiano svizzero († 1996)
- 16 agosto - Vladimir Čebotarёv, regista sovietico († 2010)
- 17 agosto - Klaus Alakoski, militare e aviatore finlandese († 1988)
- 17 agosto - Franco Anderlini, allenatore di pallavolo italiano († 1984)
- 17 agosto - Geoffrey Rudolph Elton, storico britannico († 1994)
- 17 agosto - Luigi Valsecchi, allenatore di calcio e calciatore italiano († 1989)
- 18 agosto - Galina Korotkevič, attrice sovietica († 2021)
- 18 agosto - Lidija Litvjak, aviatrice sovietica († 1943)
- 18 agosto - Rutilio Sermonti, militare, storico e zoologo italiano († 2015)
- 18 agosto - Frédéric Jacques Temple, scrittore e poeta francese († 2020)
- 18 agosto - Gordon Thomas, ciclista su strada britannico († 2013)
- 19 agosto - Pasquale Cajano, attore italiano († 2000)
- 19 agosto - David Lodge, attore e circense britannico († 2003)
- 19 agosto - Anselmo Martoni, politico, partigiano e sindacalista italiano († 2002)
- 19 agosto - Rolla Seshagiri Rao, botanico indiano († 2015)
- 19 agosto - Gene Roddenberry, sceneggiatore e produttore televisivo statunitense († 1991)
- 19 agosto - Antonio Russello, scrittore italiano († 2001)
- 20 agosto - Ursula Marvin, geologa statunitense († 2018)
- 20 agosto - Giuliano Cozzani, partigiano italiano († 2021)
- 20 agosto - Kees Krijgh, calciatore olandese († 2007)
- 20 agosto - Salvador Monzó, calciatore spagnolo († 1985)
- 20 agosto - Leo Picchi, calciatore, cestista e dirigente sportivo italiano († 2005)
- 20 agosto - Bolesław Pylak, arcivescovo cattolico polacco († 2019)
- 21 agosto - Camillo Achilli, dirigente sportivo, allenatore di calcio e calciatore italiano († 1998)
- 21 agosto - Claudio Apollonio, hockeista su ghiaccio e alpinista italiano († 2008)
- 21 agosto - Vincenzo Cozzani, marinaio e partigiano italiano († 1965)
- 21 agosto - Giorgio Alessandro di Meclemburgo, duca († 1996)
- 21 agosto - Raymond Gerhardt Hunthausen, arcivescovo cattolico statunitense († 2018)
- 21 agosto - Carla Lavatelli, scultrice italiana († 2006)
- 21 agosto - Giulio Nicoletta, partigiano e militare italiano († 2009)
- 21 agosto - John Osteen, pastore protestante statunitense († 1999)
- 21 agosto - Victor Szebehely, ingegnere ungherese († 1997)
- 22 agosto - Sotiria Bellou, cantante e attivista greca († 1997)
- 22 agosto - Dinos Dimopoulos, sceneggiatore, regista e regista teatrale greco († 2003)
- 22 agosto - Gabriel Ogando, calciatore argentino († 2006)
- 22 agosto - Bernard d'Espagnat, fisico, filosofo e saggista francese († 2015)
- 23 agosto - Kenneth Arrow, economista statunitense († 2017)
- 23 agosto - Franco Ossola, calciatore italiano († 1949)
- 24 agosto - Sky Carron, bobbista statunitense († 1964)
- 24 agosto - Alberto Longoni, artista italiano († 1991)
- 24 agosto - Ercole Rabitti, allenatore di calcio e calciatore italiano († 2009)
- 24 agosto - Sam Tingle, pilota automobilistico zimbabwese († 2008)
- 25 agosto - Enrico Alba, politico italiano († 2012)
- 25 agosto - Nicola Gambino, presbitero e storico italiano († 2000)
- 25 agosto - Monty Hall, conduttore televisivo e produttore televisivo canadese († 2017)
- 25 agosto - Henry Henriksen, calciatore norvegese († 1984)
- 25 agosto - Francesco Maiore, militare e aviatore italiano († 1942)
- 25 agosto - Brian Moore, scrittore britannico († 1999)
- 25 agosto - Daniel Oduber Quirós, politico costaricano († 1991)
- 25 agosto - Giacomo Sedati, politico e avvocato italiano († 1984)
- 25 agosto - Paulos Tzadua, cardinale e arcivescovo cattolico etiope († 2003)
- 26 agosto - Giovanni Alliata di Montereale, politico italiano († 1994)
- 26 agosto - Ben Bradlee, giornalista e saggista statunitense († 2014)
- 26 agosto - Joaquín Luis Romero Marchent, regista e sceneggiatore spagnolo († 2012)
- 26 agosto - Giovanni Serrando, boccista italiano († 1992)
- 27 agosto - Lido Albanesi, calciatore francese († 1998)
- 27 agosto - Henri Guérin, calciatore e allenatore di calcio francese († 1995)
- 27 agosto - Leo Penn, attore e regista statunitense († 1998)
- 28 agosto - Cliff Aberson, giocatore di football americano e giocatore di baseball statunitense († 1973)
- 28 agosto - Tony Aless, pianista statunitense († 1985)
- 28 agosto - Gilberto Colombo, ingegnere, imprenditore e progettista italiano († 1988)
- 28 agosto - Fernando Fernán Gómez, scrittore, drammaturgo e regista spagnolo († 2007)
- 28 agosto - Lidia Gueiler Tejada, politica boliviana († 2011)
- 28 agosto - Barbro Hiort af Ornäs, attrice svedese († 2015)
- 28 agosto - Ignazio IV Hazim, arcivescovo ortodosso siriano († 2012)
- 28 agosto - Nancy Kulp, attrice e doppiatrice statunitense († 1991)
- 29 agosto - Iris Apfel, imprenditrice statunitense († 2024)
- 29 agosto - Paddy Roy Bates, militare e conduttore radiofonico britannico († 2012)
- 29 agosto - Enzo Fioritto, militare e partigiano italiano († 1943)
- 29 agosto - Wendell Scott, pilota automobilistico statunitense († 1990)
- 29 agosto - Mario Porcile, regista italiano († 2013)
- 30 agosto - Angelo Dundee, allenatore di pugilato statunitense († 2012)
- 30 agosto - Carlo Alberto Rossi, compositore, editore e produttore discografico italiano († 2010)
- 31 agosto - Giuseppe Braccini, calciatore italiano
- 31 agosto - Otis Pike, politico statunitense († 2014)
- 31 agosto - Raymond Williams, scrittore e sociologo gallese († 1988)